# فرانشيسكو سكوليو
فرانشيسكو سكوليو  (بالإيطالية: Franco Scoglio)‏ (2 مايو 1941-3 أكتوبر 2005) المدرب والمحلل الفني الإيطالي والذي عمل كمحلل فني لمباريات الكالشيو الإيطالي بقناة الجزيرة الرياضية. وسبق له الإشراف على المنتخب التونسي في فترة الممتدة من 1998 إلى 2001 حيث بلغ بالمنتخب التونسي المربع الذهبي لنهائيات أمم إفريقيا عام 2000 إلى جانب مساهمته الكبيرة في بلوغه نهائيات المونديال كوريا واليابان سنة 2002 وكان له دور كبير أيضا في احتراف عدة لاعبين تونسيين ضمن صفوف فريق جنوة الإيطالي وهم شكري الواعر وحسان القابسي وبوزيان وعماد المهدبي وخالد بدرة. كما سبق لسكوليو إن أشرف على حظوظ منتخب الجماهرية الليبية في مستهل تصفيات الإفريقية المؤهلة لكأس إفريقيا 2004. قبل أن يتنقل للاشراف على نابولي الإيطالي. إلا أن اسمه كمدرب اقترن أكثر بنادي جنوة الإيطالي نظير المكانة الكبيرة التي يحظى بها في الفريق وبالمنتخب التونسي باعتبارها أول تجربة له مع المنتخبات الوطنية في مسيرته كمدرب.
توفي في 3 أكتوبر 2005 عن سن تناهز 64 عاما. وجاءت الوفاة استناداً لمصادر صحفية أثر ذبحة صدرية أثناء برنامج رياضي يبث ضمن إحدى المحطات الإيطالية.

## المصدر
- وفاة المدرب والمحلل الفني الإيطالي فرانشيسكو سكوليو موقع كورة 4 أكتوبر 2005